# Rana weiningensis
Rana weiningensis là một loài ếch trong họ Ranidae. đặc hữu của Trung Quốc, môi trường sống tự nhiên của chúng là vùng cây bụi ôn đới, vùng đồng cỏ ôn đới, và sông. Loài này đang bị đe dọa do mất môi trường sống.